# Bahnhof Neuoffingen
Der Bahnhof Neuoffingen ist ein Bahnhof in der Gemeinde Offingen im Landkreis Günzburg. Er wurde 1876 in Betrieb genommen und bis 1988 im Personenverkehr bedient, heute handelt es sich um einen Betriebsbahnhof. Er bildet den Ortsteil Neuoffingen.

## Geschichte

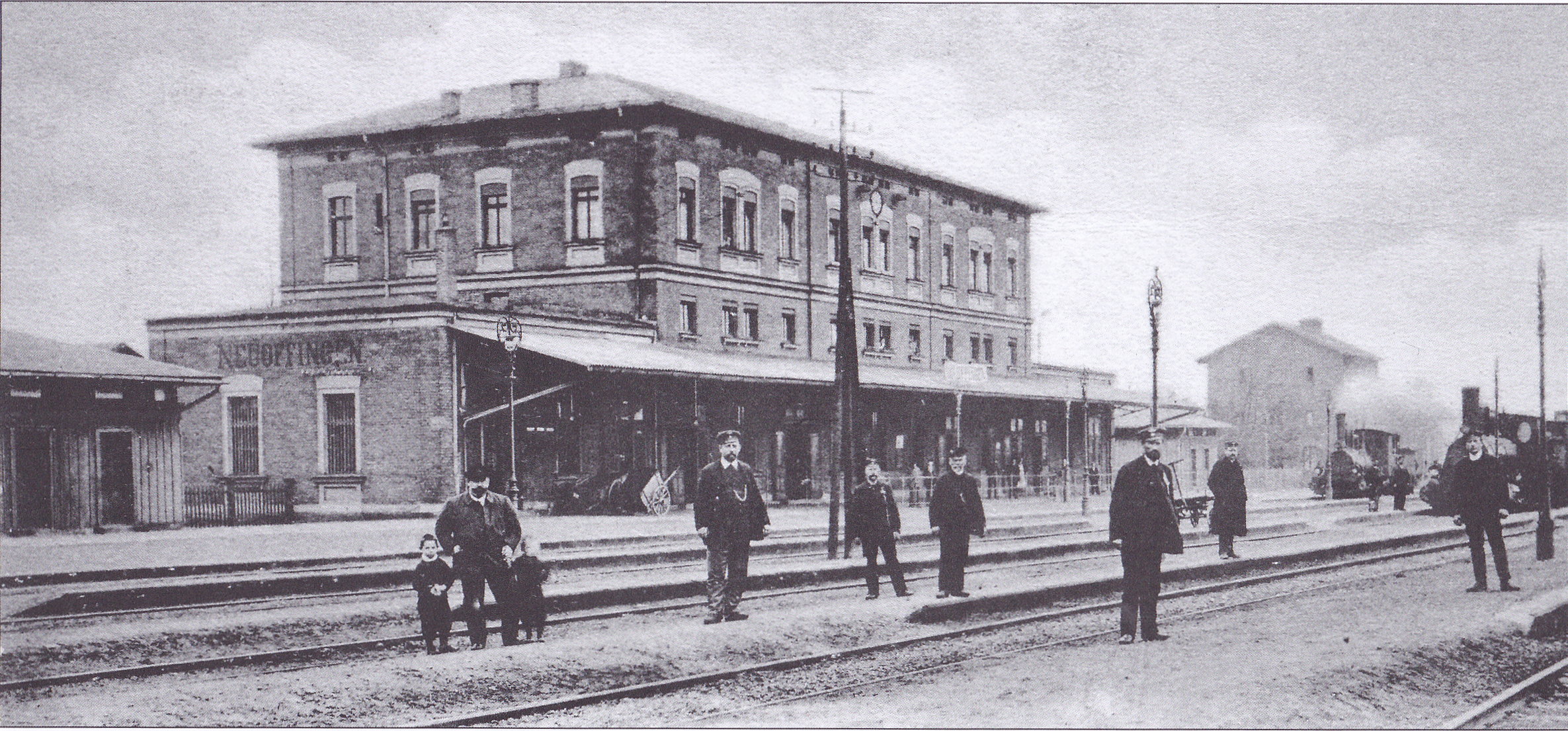
Empfangsgebäude des Bahnhofs Neuoffingen, 1902

Als 1854 die Bahnstrecke Augsburg–Ulm in Betrieb ging, existierte bei Neuoffingen noch keine Bahnstation. Deren Notwendigkeit ergab sich erst durch ein bayerisches Gesetz vom 29. April 1869, das den Bau der späteren Bahnstrecke Ingolstadt–Neuoffingen beschloss. 1873 fiel die endgültige Entscheidung zum Bau des Trennungsbahnhofs Neuoffingen. Er wurde nahe der Eisenbahnbrücke über die Donau, mitten in versumpftem Gelände erbaut, das zuvor den Freiherren von Freyberg gehört hatte. Zum Auffüllen des Geländes wurde ein Hügel bei Offingen abgetragen, an dessen Stelle sich der ehemalige Offinger Sportplatz befindet.
Am 15. August 1876 wurden Bahnhof und abzweigende Strecke offiziell in Betrieb aufgenommen. Fahrgäste konnten fortan in Neuoffingen umsteigen. Der Bahnhof wurde im Dampflokzeitalter außerdem zum Auffüllen der Wasser- und Materialvorräte und für Wartungsarbeiten benötigt. 1889 wurde die Ingolstädter Strecke zweigleisig ausgebaut und der Bahnhof erweitert. 1891 wurden drei mechanische Stellwerke der Bauform Krauß in Betrieb genommen, von denen eines als Befehlsstelle und zwei  als Wärterstellwerke dienten.
Während die Hauptstrecke Augsburg–Ulm schon 1932 elektrifiziert worden war, verkehrten die Züge von und nach Ingolstadt noch bis etwa 1965 noch mit Dampf-, danach auch mit Diesellokomotiven, bevor um 1980 der Betrieb elektrifiziert wurde. Im Dezember 1963 wurde im Vorbau am Empfangsgebäude ein Relaisstellwerk der Bauform Sp Dr S59 in Betrieb genommen, das die drei mechanischen Stellwerke ersetzte.
1988 endeten die Reisezughalte in Neuoffingen, seitdem muss in Günzburg umgestiegen werden, um Ziele an der jeweils anderen Strecke zu erreichen. Neuoffingen steht als einer der letzten Backsteinbahnhöfe Bayerns unter Denkmalschutz. Das Ensemble aus verschiedenen Betriebsanlagen ist mangels Geldmitteln dem Verfall preisgegeben.
Das Stellwerk war laut Angaben der Deutschen Bahn 2019 in einem „sehr schlechten Zustand“ und soll daher ersetzt werden. Im Bahnhof soll der Anschluss an ein elektronisches Stellwerk (ESTW-A) entstehen. Das Projekt wurde 2020 um sechs Jahre verschoben.
Der dreiständige Lokomotivschuppen und mehrere Nebengleise werden seit 2013 durch die NFG Bahnservice betrieben, die ihren Sitz in Neuoffingen hat. Der Lokomotivschuppen wurde bis 2019 durch den Verein Schwaben Dampf genutzt.